# Valaquenta
La Valaquenta est un texte de l'écrivain britannique J. R. R. Tolkien, publié en 1977 en tant que deuxième partie du Silmarillion. Ce texte, dont le titre signifie « Conte des Puissances » en quenya, est une description des Valar, les êtres « divins » du monde de la Terre du Milieu.

## Résumé
Le début de la Valaquenta résume les événements décrits dans l’Ainulindalë : la création du monde par Ilúvatar à travers la Grande Musique jouée par les Ainur, et comment certains de ces Ainur choisissent d'entrer dans ce monde pour en devenir les gardiens, devenant les Valar et les Maiar.
Le texte dénombre quatorze Valar, sept masculins et sept féminins (Valier) : Manwë, Ulmo, Aulë, Oromë, Mandos, Lórien, Tulkas, Varda (conjointe de Manwë), Yavanna (conjointe d'Aulë), Vairë (conjointe de Mandos), Estë (conjointe de Lórien), Nienna (sœur de Mandos et Lórien), Nessa (sœur d'Oromë et conjointe de Tulkas) et Vána (sœur de Yavanna et conjointe d'Oromë). Parmi eux, huit sont particulièrement puissants et révérés sous le nom d'Aratar : Manwë, Ulmo, Aulë, Mandos, Oromë, Varda, Yavanna et Nienna.
Auprès des Valar se trouvent des êtres de même nature, mais de moindre stature, les Maiar. Le texte en nomme quelques-uns : Eönwë, le héraut de Manwë, Ilmarë, servante de Varda, Ossë et Uinen, conjoints et vassaux d'Ulmo, ainsi que Melian et Olórin, principalement connus pour leurs actes en Terre du Milieu.
Un dernier Vala et Arata est mentionné à la fin de la Valaquenta : Melkor, qui s'est tourné vers les ténèbres et que les Eldar appellent Morgoth. Plusieurs Maiar sont à son service, notamment les Balrogs et son lieutenant le Maia Sauron.

Diagramme résumant le Valaquenta

## Conception et évolution
La Valaquenta fut longtemps incluse au sein de la Quenta Silmarillion, dont elle constituait le premier chapitre. Ce n'est que vers 1959, durant la seconde phase de révision du Silmarillion après la publication du Seigneur des anneaux, que Tolkien reprit ce texte pour en faire une entité indépendante.